# Pomimo burz
Pomimo burz – singel Antka Smykiewicza, wokalisty znanego z programów The Voice of Poland (2. miejsce w 1. edycji) i Must Be the Music (półfinalista 7. edycji). Popowy utwór zapowiadał debiutancką płytę piosenkarza. Singel miał swoją premierę 10 sierpnia 2015 i ponownie zaproponowano go do promocji radiowej 2 listopada 2015. W 2016 roku singel uzyskał w Polsce status diamentowej płyty.

## Pozycje na listach przebojów
- Poplista RMF FM: 1[5]
- Hop Bęc RMF Maxxx: 1[6]
- Lista Przebojów Radia Zet: 2[7]
- Szczecińska Lista Przebojów: 3[8]
- Lista Przebojów Radia PiK: 4[9]
- Rodzinna Lista Przebojów: 5[10]
- Lista Przebojów Radia Łódź: 25[11]